# Edgar Cüpper
Edgar-Henri Cüpper (* 16. Mai 1949 in Eupen) ist ein ehemaliger belgischer Springreiter.

## Leben
Der 1,83 m große Edgar Cüpper nahm mit Le Champion an den Olympischen Spielen 1976 in Montreal teil. Die belgische Mannschaft mit Cüpper, François Mathy auf Gai Luron, Eric Wauters auf Gute Sitte und Stanny Van Paesschen auf Porsche belegte in der Qualifikation den sechsten Platz. Die besten acht Mannschaften erreichten das Finale, das am Schlusstag der Spiele im Olympiastadion vor der Schlussfeier ausgetragen wurde. Im Finale siegte die französische Equipe mit 40 Fehlerpunkten vor den Deutschen mit 44 Punkten. Dahinter gewannen die Belgier mit 63 Fehlerpunkten die Bronzemedaille vor den Reitern aus den Vereinigten Staaten mit 64 Punkten und den Kanadiern mit 64,5 Punkten. Zu den 63 Punkten der Belgier hatte Wauters 15 Punkte, Mathy 20 Punkte und Cüpper 28 Punkte beigetragen, Van Paesschen lieferte mit 36 Punkten das Streichergebnis.
Vier Jahre später wollte sich Cüpper mit Cyrano für die Olympischen Spiele in Moskau qualifizieren, aber wegen des Olympiaboykotts nahmen keine belgischen Reiter teil. Bei den Olympischen Spielen 1984 in Los Angeles war Cüpper belgischer Fahnenträger bei der Eröffnungsfeier. Weil sich sein Pferd Dino auf der Flugreise nach Los Angeles eine Fußverletzung zugezogen hatte, konnte Cüpper aber nicht an den Wettkämpfen teilnehmen. Nach Querelen mit dem belgischen Verband startete Cüpper später für Luxemburg.